# Asiatische Blütenmantis
Die Asiatische Blütenmantis oder Perlenmantis (Creobroter gemmatus) ist eine in Süd-, Südost- und Ostasien beheimatete Fangschrecke aus der Familie der Hymenopodidae.

## Merkmale

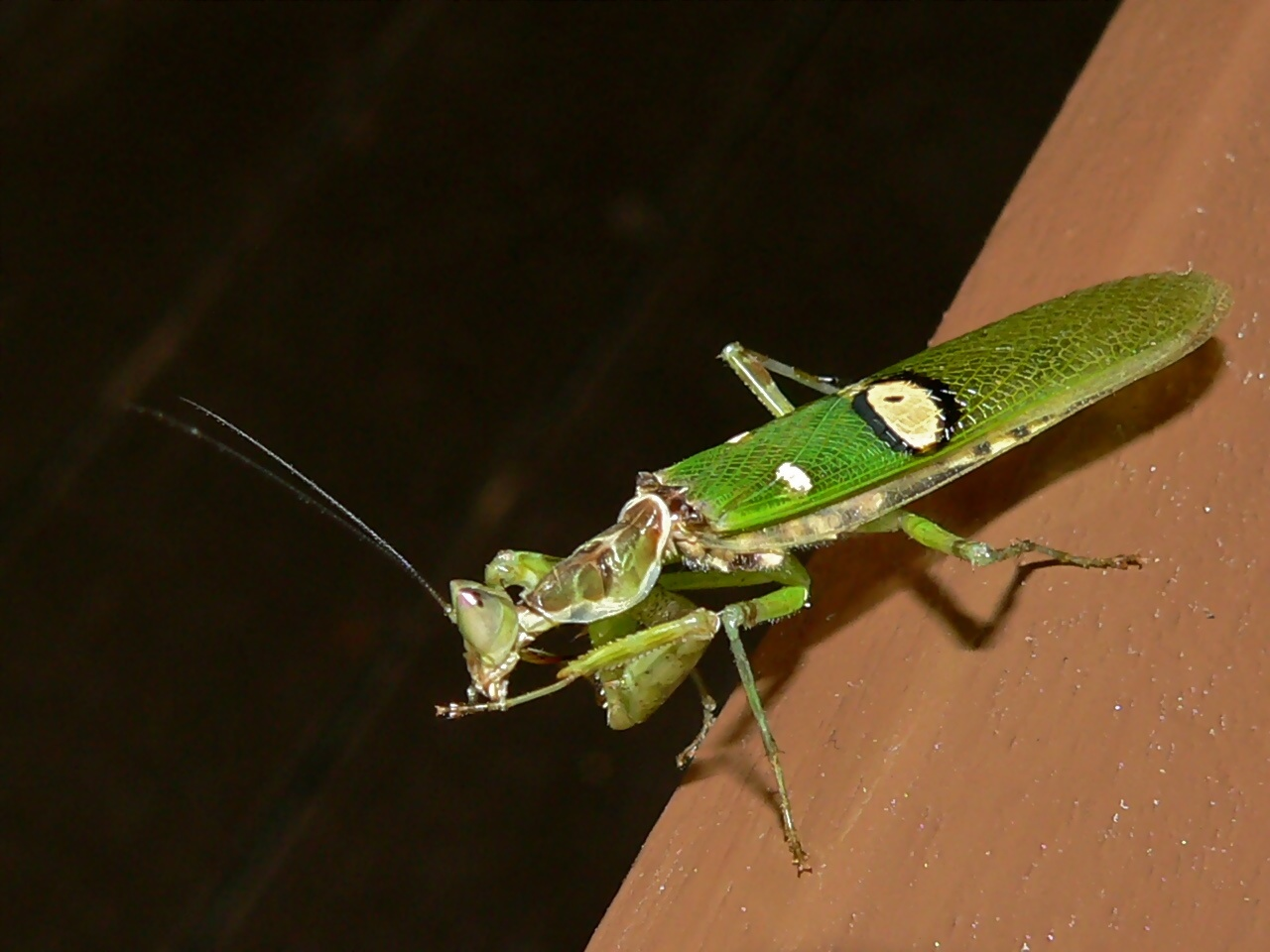
Männchen

Die Männchen der Asiatischen Blütenmantis erreichen eine Länge von 3,8 cm. Weibchen werden mit über 4 cm größer als die Männchen. Die adulten Tiere fallen durch ihre auffällige, bunte Färbung der Flügel auf. Während der Körper der Blütenmantis, abhängig vom Lebensraum der jeweiligen Population, hellgrün bis dunkelgrün, teilweise auch gelbgrün gefärbt ist und die Flügelklappen eine ovale gelbe Zeichnung aufweisen, sind die Flügel rosa gefärbt. In Lauerstellung sind die Flügel nicht zu sehen, sodass die Blütenmantis in der von ihr bevorzugten Umgebung, feuchten Gras- und Buschlandschaften sowie Bambuswäldern, gut getarnt ist. Mit ausgebreiteten oder abgespreizten Flügeln sieht sie hingegen einer Blüte ähnlich. Es wird angenommen, dass es sich hierbei um eine Form der Peckham’schen Mimikry handelt und die Blütenmantis so Beutetiere anlockt, die von der Form und Farbe der Blütengestalt angezogen werden. Die Asiatische Blütenmantis verfügt außerdem wie viele Fangschrecken über falsche Augenflecken auf den Rückflügeln und auf den Innenseiten der Fangarme, die der Drohgebärde dienen.

## Vorkommen
Die Asiatische Blütenmantis ist vor allem in Vietnam und in Indonesien verbreitet. Ihr bevorzugtes Habitat bilden Sträucher, Gräser und Blütenpflanzen in Regenwäldern.

## Lebensweise
Ähnlich wie viele andere Fangschrecken ist die Asiatische Blütenmantis ein tagaktiver Lauerjäger, der sich die meiste Zeit über bewegungslos verhält und sich mithilfe einer Drohgebärde und Notfalls mit den bedornten Fangarmen oder Bissen verteidigt. In ihrem Habitat lauert die Fangschrecke auf Beutetiere passender Größe, vorzugsweise andere Gliederfüßer.

### Fortpflanzung
Das Männchen erreicht seine Geschlechtsreife nach der siebten, das Weibchen seine nach der achten Häutung. Der Eintritt der Geschlechtsreife tritt bei dem Männchen anschließend nach einer und beim Weibchen zwei Wochen danach an. Das Weibchen lockt das Männchen auf die Ferne mit Pheromonen an. Die anschließende Paarung beträgt bis zu acht Stunden. Wie bei anderen Arten der Fangschrecken ist auch bei der Asiatischen Blütenmantis Kannibalismus verbreitet und die Weibchen verzehren die Männchen oft nach oder während der Paarung. Anschließend legt das begattete Weibchen bis zu acht Ootheken ab. Diese sind von flacher Form, brauner Färbung und bis zu sechs Zentimeter lang. Bis zu 90 Jungtiere schlüpfen etwa vier bis acht Wochen nach der Ablage aus einer Oothek. Die Männchen erreichen eine Lebensdauer von einem, die Weibchen eine von anderthalb Jahren.

## Terraristik
Bedingt durch ihre optische Erscheinung und ihre Pflegeleichtigkeit ist die Asiatische Blütenmantis eine der häufiger gehaltenen Fangschrecken.

## Galerie

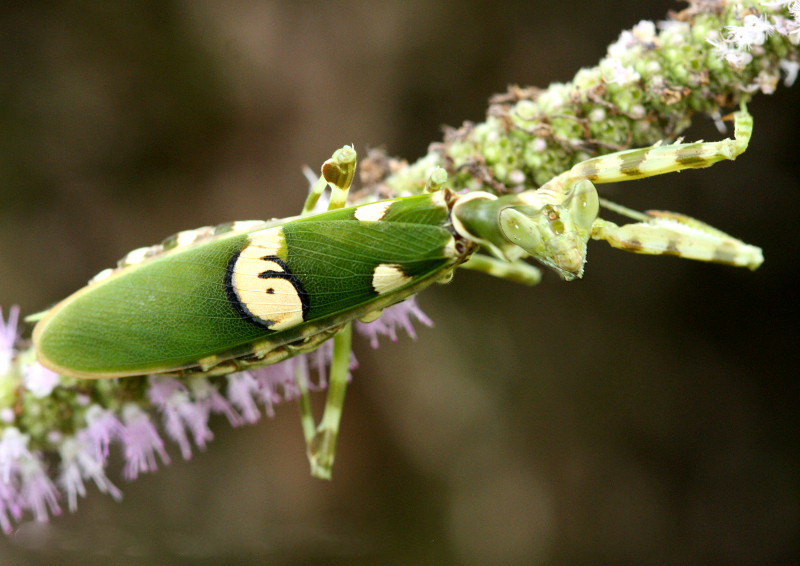
Draufsicht eines Weibchens
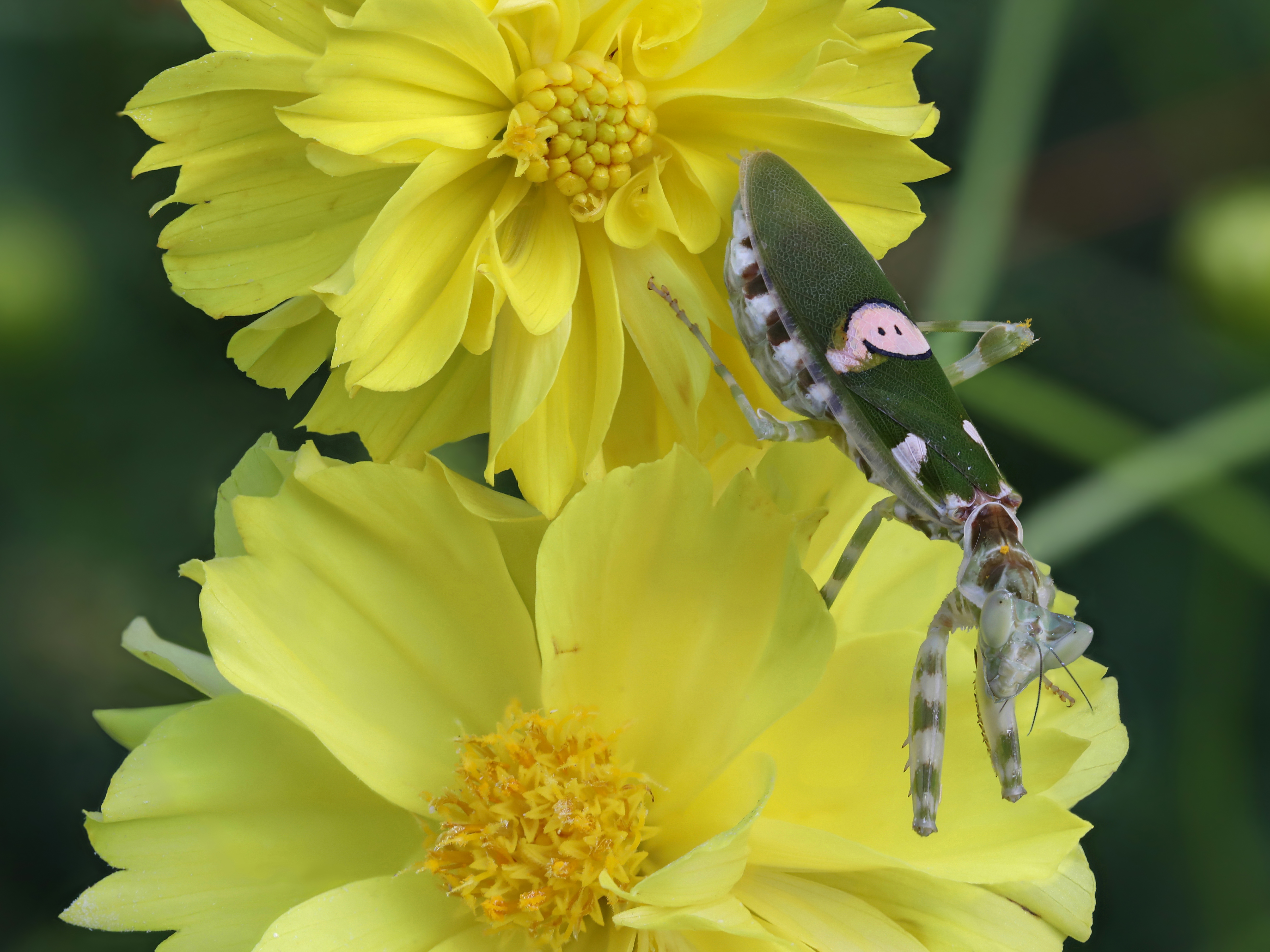
Frontalansicht eines Weibchens
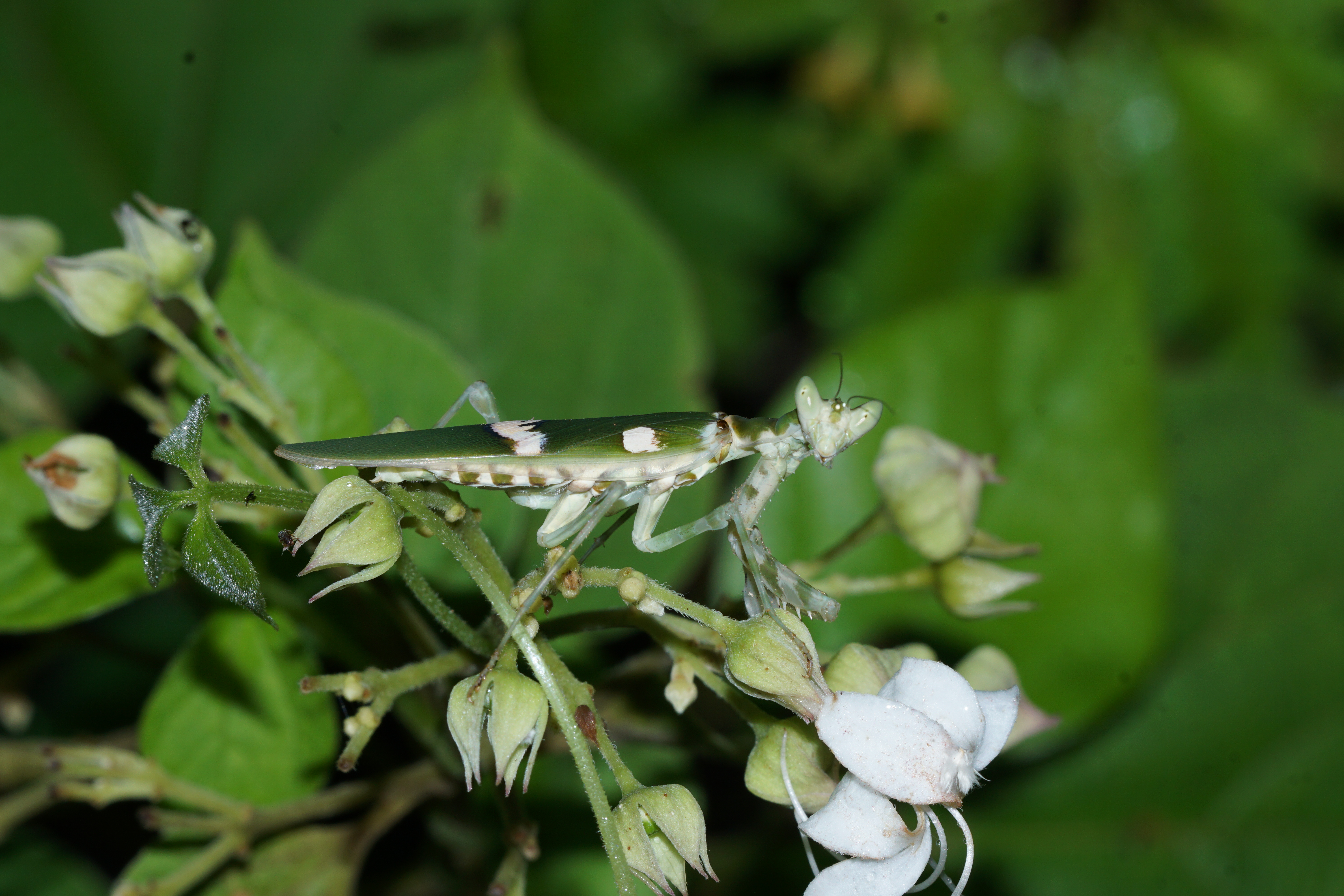
Lateralsicht eines Weibchens
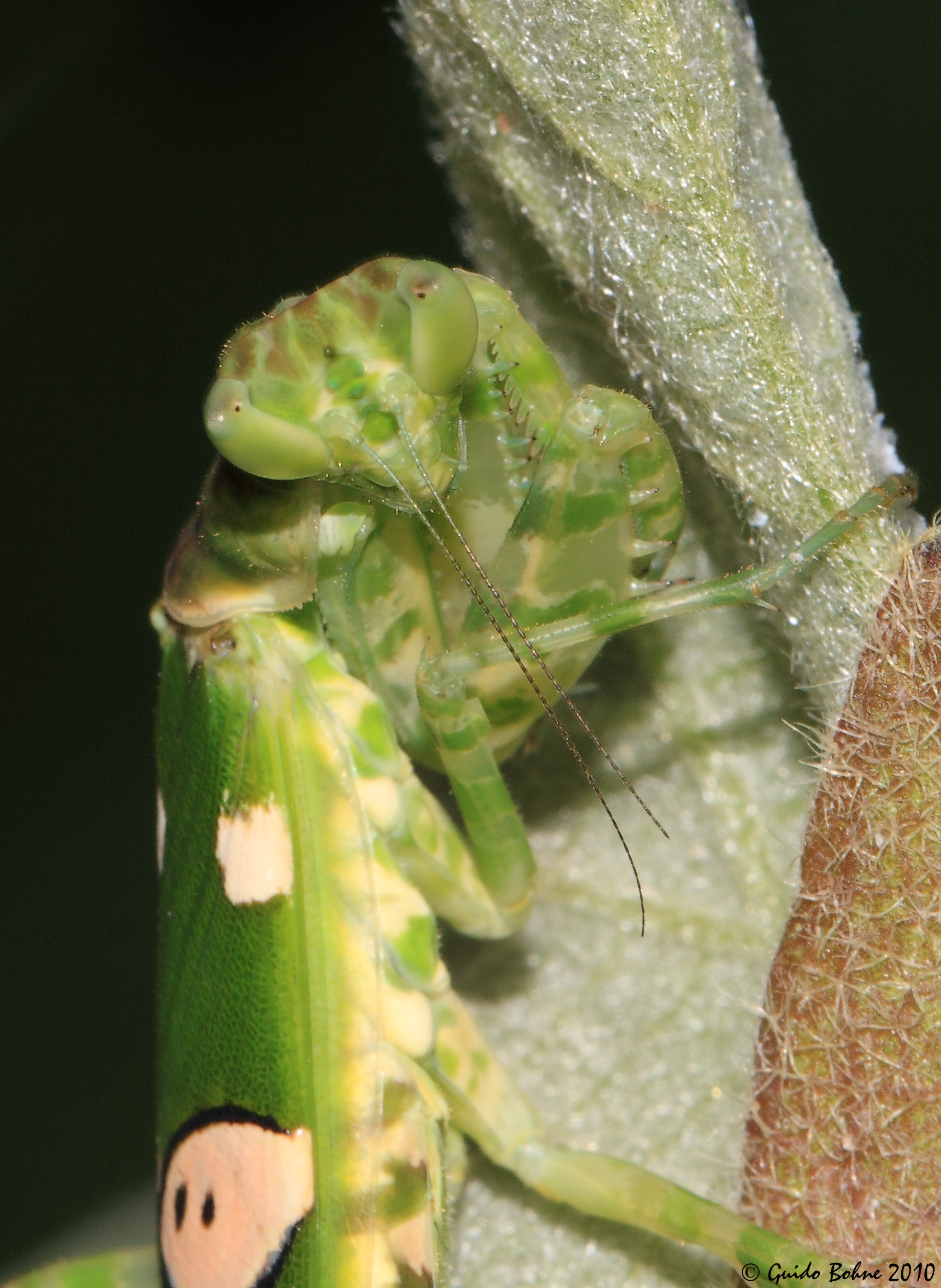
Detailaufnahme eines Weibchens
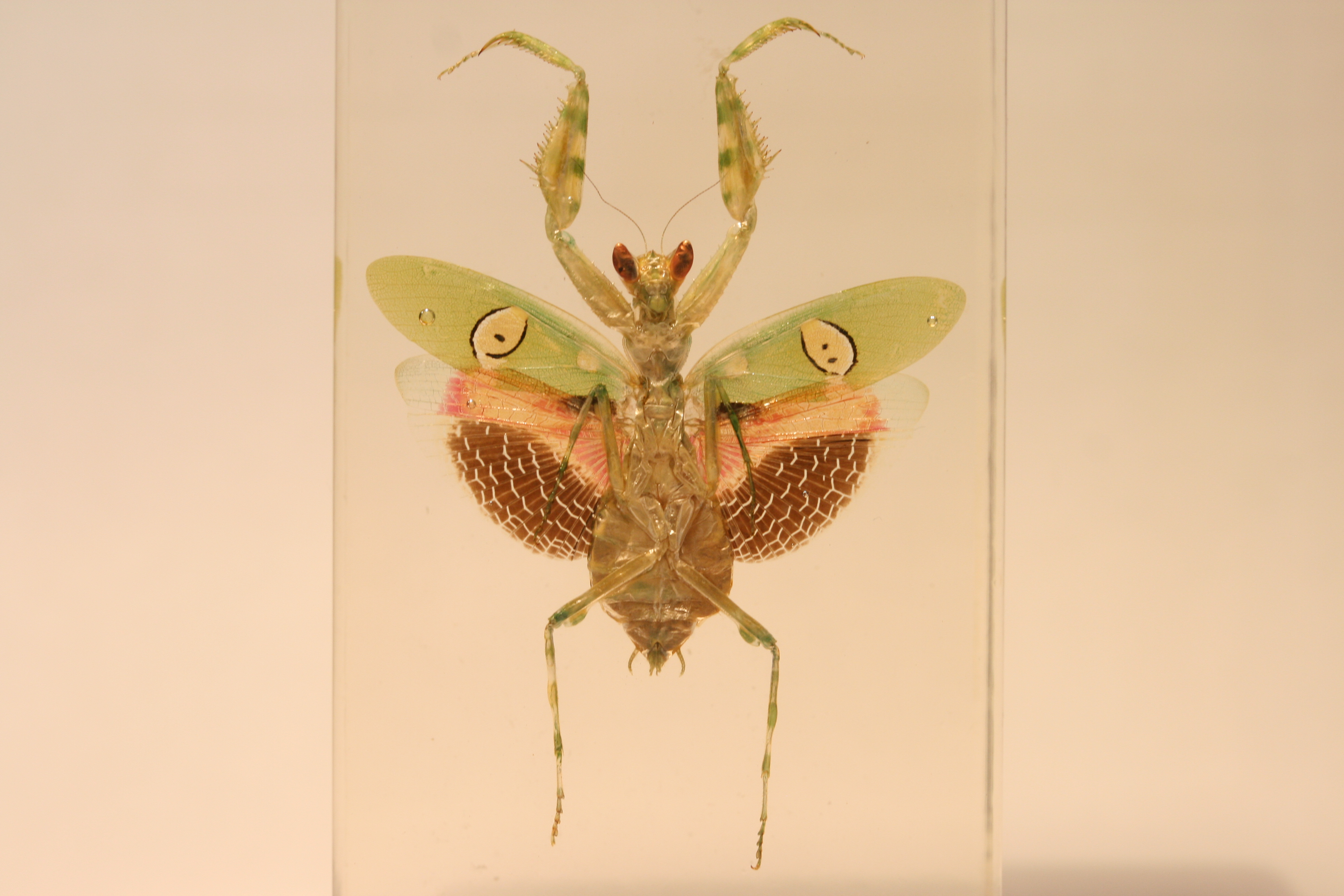
Unterseite des präparierten Tieres
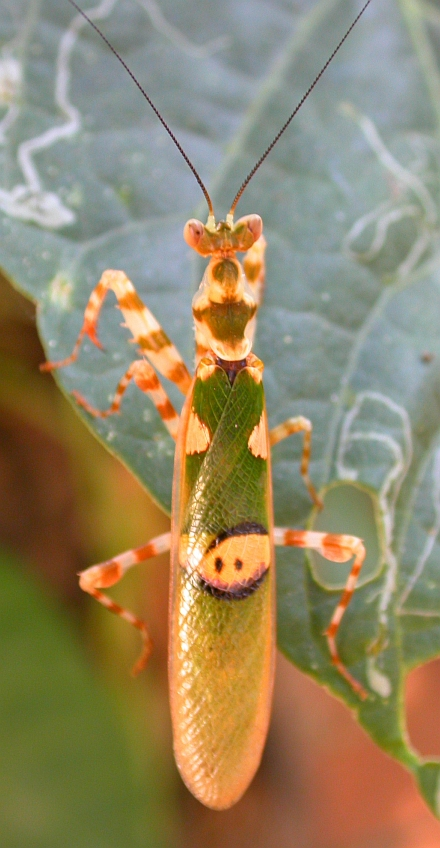
Draufsicht eines Männchens